# Pawieł Ponkratow
Pawieł Andriejewicz Ponkratow, ros. Павел Андреевич Понкратов (ur. 15 lipca 1988 w Czelabińsku) – rosyjski szachista, arcymistrz od 2010 roku.

## Kariera szachowa
Wielokrotnie startował w mistrzostwach Rosji juniorów w różnych kategoriach wiekowych, w 2008 r. zdobywając w Petersburgu brązowy medal w kategorii do 20 lat. Był również reprezentantem kraju na mistrzostwach świata (2003, 2004 – do 16 lat) oraz Europy (2003, 2004 – do 16 lat, 2005 – do 18 lat) juniorów, jak również uczestnikiem olimpiady juniorów do 16 lat w Denizli (2003), na której zdobył złoty medal za indywidualny wynik na IV szachownicy.
W 2005 r. zajął II m. (za Aleksiejem Biezgodowem, przed m.in. Siemionem Dwojrisem i Giennadijem Timoszczenko) w kołowym turnieju w Czelabińsku. W 2008 r. zajął II m. (za Jurijem Sołodowniczenko) w mieście Nabierieżnyje Czełny oraz wypełnił (podczas drużynowych mistrzostw Rosji) pierwszą normę arcymistrzowską. W 2009 r. zdobył w Biełgorodie tytuł mistrza Rosji studentów, a podczas turnieju Moscow Open w Moskwie zdobył drugą normę na tytuł arcymistrza. Trzecią uzyskał na przełomie 2009 i 2010 r. w Sztokholmie, dzieląc I m. (wspólnie z Eduardasem Rozentalisem, Radosławem Wojtaszkiem, Igorem Łysyjem oraz Lukiem McShane'em) w cyklicznym turnieju Rilton Cup. W 2010 r. podzielił II m. (za Igorem Kurnosowem, wspólnie z m.in. Antonem Szomojewem i Denisem Chismatullinem) w otwartym turnieju w Chanty-Mansyjsku.
Najwyższy ranking w dotychczasowej karierze osiągnął 1 sierpnia 2013 r., z wynikiem 2618 punktów zajmował wówczas 40. miejsce wśród rosyjskich szachistów.